# Свети Георгије убива аждаху (филм из 1989)
Свети Георгије убива аждаху је телевизијски филм из 1989. године у режији Љубомира Драшкића. Сценарио је написао Душан Ковачевић по истоименој позоришној представи.

## Радња
Година је 1914, место село у Србији на обали ријеке Саве, природне границе са моћним Аустроугарским царством. Становништво у селу је подијељено између две радикално супротстављене струје – на једној страни су телесно способни сељани, потенцијални војни регрути, на другој инвалиди ветерани из претходна два балканска рата. Између те двије групе влада велики анимозитет.
Убрзо почиње Први светски рат и здрави део популације је мобилизован. Инвалиди који су остали у селу покушавају искористити жене и сестре војника. Ове вести допиру до српских војника у рововима пар дана пре очекиваног непријатељског напада.

## Улоге
| Глумац                     | Улога                 |
| -------------------------- | --------------------- |
| Петар Краљ                 | Ђорђе жандар          |
| Дара Џокић                 | Катарина              |
| Драган Николић             | Гаврило Вуковић       |
| Зоран Цвијановић           | Миле Вуковић          |
| Милутин Бутковић           | Алекса Вуковић        |
| Немања Павловић            | Ване сироче           |
| Миодраг Андрић             | Зоја Рибар            |
| Младен Андрејевић          | Рајко Певац           |
| Слободан Нинковић          | Војо                  |
| Милан Михаиловић           | учитељ Мићун          |
| Феђа Стојановић            | Нинко Белотић         |
| Милутин Караџић            | Криви Лука            |
| Ерол Кадић                 | Трифун Пијани         |
| Властимир Ђуза Стојиљковић | Доктор Константин Грк |
| Мира Бањац                 | тетка Славка          |
| Светозар Цветковић         | Поручник Тасић        |
| Тихомир Станић             | Микан Бесни           |
| Светислав Гонцић           | Дане Нежења           |
| Драган Протић              |                       |
| Слободан Бештић            | Посилни               |
| Александар Груден          | Редов                 |